# Oxytropis almaatensis
Oxytropis almaatensis är en ärtväxtart som beskrevs av M.S. Bajtenov. Oxytropis almaatensis ingår i släktet klovedlar, och familjen ärtväxter. Inga underarter finns listade i Catalogue of Life.